# پیرسرا (لریک)
پیرسرا (به لاتین: Pirasora) یک منطقه مسکونی در جمهوری آذربایجان است که در شهرستان لریک واقع شده است. پیرسرا ۲۲۹۸ نفر جمعیت دارد.